# US Open 2019 - Doppio femminile in carrozzina
Diede de Groot e Yui Kamiji erano le detentrici del torneo, ma non hanno partecipato insieme a questa edizione del torneo.
Yui Kamiji ha fatto coppia con Giulia Capocci, venendo eliminata in semifinale
Diede de Groot si è confermata campionessa in coppia con Aniek van Koot, battendo in finale Sabine Ellerbrock e Kgothatso Montjane con il punteggio di 6–2, 6–0.

## Teste di serie
1. Diede de Groot /  Aniek van Koot (campionesse)

1. Marjolein Buis /  Dana Mathewson (semifinale)

## Tabellone

### Legenda
| - Q = Qualificato - WC = Wild card - LL = Lucky loser | - ALT = Alternate - SE = Special Exempt - PR = Protected Ranking | - w/o = Walkover - r = Ritirato - d = Squalificato |

|  | Semifinali | Semifinali                           | Semifinali                | Semifinali | Semifinali |  |  | Finale | Finale                               | Finale                               | Finale | Finale |  |
|  |            |                                      |                           |            |            |  |  |        |                                      |                                      |        |        |  |
|  | 1          | Diede de Groot Yui Kamiji            | Diede de Groot Yui Kamiji | 6          | 7          |  |  |        |                                      |                                      |        |        |  |
|  |            | Giula Capocci Yui Kamiji             | Giula Capocci Yui Kamiji  | 2          | 5          |  |  | 1      | Diede de Groot Aniek van Koot        | Diede de Groot Aniek van Koot        | 6      | 6      |  |
|  |            | Sabine Ellerbrock Kgothatso Montjane | 6                         | 4          | [10]       |  |  | 2      | Sabine Ellerbrock Kgothatso Montjane | Sabine Ellerbrock Kgothatso Montjane | 2      | 0      |  |
|  | 2          | Marjolein Buis Dana Mathewson        | 1                         | 6          | [6]        |  |  |        |                                      |                                      |        |        |  |